# Canoagem nos Jogos Olímpicos de Verão de 2008 - C-1 500 m masculino
A competição masculina do C-1 500m da canoagem nos Jogos Olímpicos de Verão de 2008 foi realizada entre os dias 19 e 23 de agosto de 2008 no Parque Olímpico Shunyi.

## Medalhistas
| Ouro   | RUS Maxim Opalev |
| Prata  | ESP David Cal    |
| Bronze | UKR Yuriy Cheban |

## Resultados

### Eliminatórias
Regras de classificação: 1º → Final, 2º ao 7º → Semifinais,  os restantes estão eliminados.

#### Eliminatória 1
| Pos. | Atletas                  | País          | Tempo    |    |
| ---- | ------------------------ | ------------- | -------- | -- |
| 1    | David Cal                | ESP Espanha   | 1:48.095 | QF |
| 2    | Florin Georgian Mironcic | ROU Romênia   | 1:48.608 | QS |
| 3    | Yuriy Cheban             | UKR Ucrânia   | 1:49.454 | QS |
| 4    | Attila Vajda             | HUN Hungria   | 1:49.942 | QS |
| 5    | Aldo Pruna               | CUB Cuba      | 1:51.111 | QS |
| 6    | Nivalter Jesus           | BRA Brasil    | 1:51.363 | QS |
| 7    | Torsten Lachmann         | AUS Austrália | 2:00.594 | QS |
| 8    | Fortunato Luis Pacavira  | ANG Angola    | 2:13.265 |    |

#### Eliminatória 2
| Pos. | Atletas               | País              | Tempo    |    |
| ---- | --------------------- | ----------------- | -------- | -- |
| 1    | Aleksander Zhukovskiy | BLR Bielorrússia  | 1:48.669 | QF |
| 2    | Mark Oldershaw        | CAN Canadá        | 1:48.817 | QS |
| 3    | Mathieu Goubel        | FRA França        | 1:49.527 | QS |
| 4    | Andreas Dittmer       | GER Alemanha      | 1:49.527 | QS |
| 5    | Mikhail Yemelyanov    | KAZ Cazaquistão   | 1:54.832 | QS |
| 6    | Marian Ostrcil        | SVK Eslováquia    | 1:55.911 | QS |
| 7    | Calvin Mokoto         | RSA África do Sul | 2:03.372 | QS |

#### Eliminatória 3
| Pos. | Atletas              | País            | Tempo    |    |
| ---- | -------------------- | --------------- | -------- | -- |
| 1    | Maxim Opalev         | RUS Rússia      | 1:47.849 | QF |
| 2    | Li Qiang             | CHN China       | 1:49.164 | QS |
| 3    | Pawel Baraszkiewicz  | POL Polônia     | 1:50.463 | QS |
| 4    | Vadim Menkov         | UZB Uzbequistão | 1:52.793 | QS |
| 5    | Andreas Kiligkaridis | GRE Grécia      | 1:54.541 | QS |
| 6    | Mikelis Ezmalis      | LAT Letônia     | 1:54.890 | QS |
| 7    | Sean Pangelinan      | GUM Guam        | 2:12.696 | QS |

### Semifinais
Regras de classificação: 1º ao 3º → Final, os restantes estão eliminados

#### Semifinal 1
| Pos. | Atletas         | País            | Tempo    |    |
| ---- | --------------- | --------------- | -------- | -- |
| 1    | Yuriy Cheban    | UKR Ucrânia     | 1:51.507 | QF |
| 2    | Mathieu Goubel  | FRA França      | 1:52.239 | QF |
| 3    | Li Qiang        | CHN China       | 1:52.887 | QF |
| 4    | Andreas Dittmer | GER Alemanha    | 1:53.182 |    |
| 5    | Aldo Pruna      | CUB Cuba        | 1:53.809 |    |
| 6    | Vadim Menkov    | UZB Uzbequistão | 1:55.610 |    |
| 7    | Nivalter Jesus  | BRA Brasil      | 1:56.139 |    |
| 8    | Marian Ostrcil  | SVK Eslováquia  | 1:58.401 |    |
| 9    | Sean Pangelinan | GUM Guam        | 2:17.940 |    |

#### Semifinal 2
| Pos. | Atletas                  | País              | Tempo    |    |
| ---- | ------------------------ | ----------------- | -------- | -- |
| 1    | Attila Vajda             | HUN Hungria       | 1:51.029 | QF |
| 2    | Florin Georgian Mironcic | ROU Romênia       | 1:51.535 | QF |
| 3    | Pawel Baraszkiewicz      | POL Polônia       | 1:51.744 | QF |
| 4    | Mark Oldershaw           | CAN Canadá        | 1:52.649 |    |
| 5    | Andreas Kiligkaridis     | GRE Grécia        | 1:56.310 |    |
| 6    | Mikelis Ezmalis          | LAT Letônia       | 1:56.907 |    |
| 7    | Torsten Lachmann         | AUS Austrália     | 1:59.119 |    |
| 8    | Mikhail Yemelyanov       | KAZ Cazaquistão   | 2:06.908 |    |
| 9    | Calvin Mokoto            | RSA África do Sul | 2:12.226 |    |

### Final
| Pos. | Atletas                  | País             | Tempo    |
| ---- | ------------------------ | ---------------- | -------- |
|      | Maxim Opalev             | RUS Rússia       | 1:47.140 |
|      | David Cal                | ESP Espanha      | 1:48.397 |
|      | Yuriy Cheban             | UKR Ucrânia      | 1:48.766 |
| 4    | Mathieu Goubel           | FRA França       | 1:49.056 |
| 5    | Aleksandr Zhukovskiy     | BLR Bielorrússia | 1:49.092 |
| 6    | Li Qiang                 | CHN China        | 1:49.287 |
| 7    | Florin Georgian Mironcic | ROU Romênia      | 1:49.861 |
| 8    | Pawel Baraszkiewicz      | POL Polônia      | 1:50.048 |
| 9    | Attila Vajda             | HUN Hungria      | 1:50.156 |